# Leonard Sweet

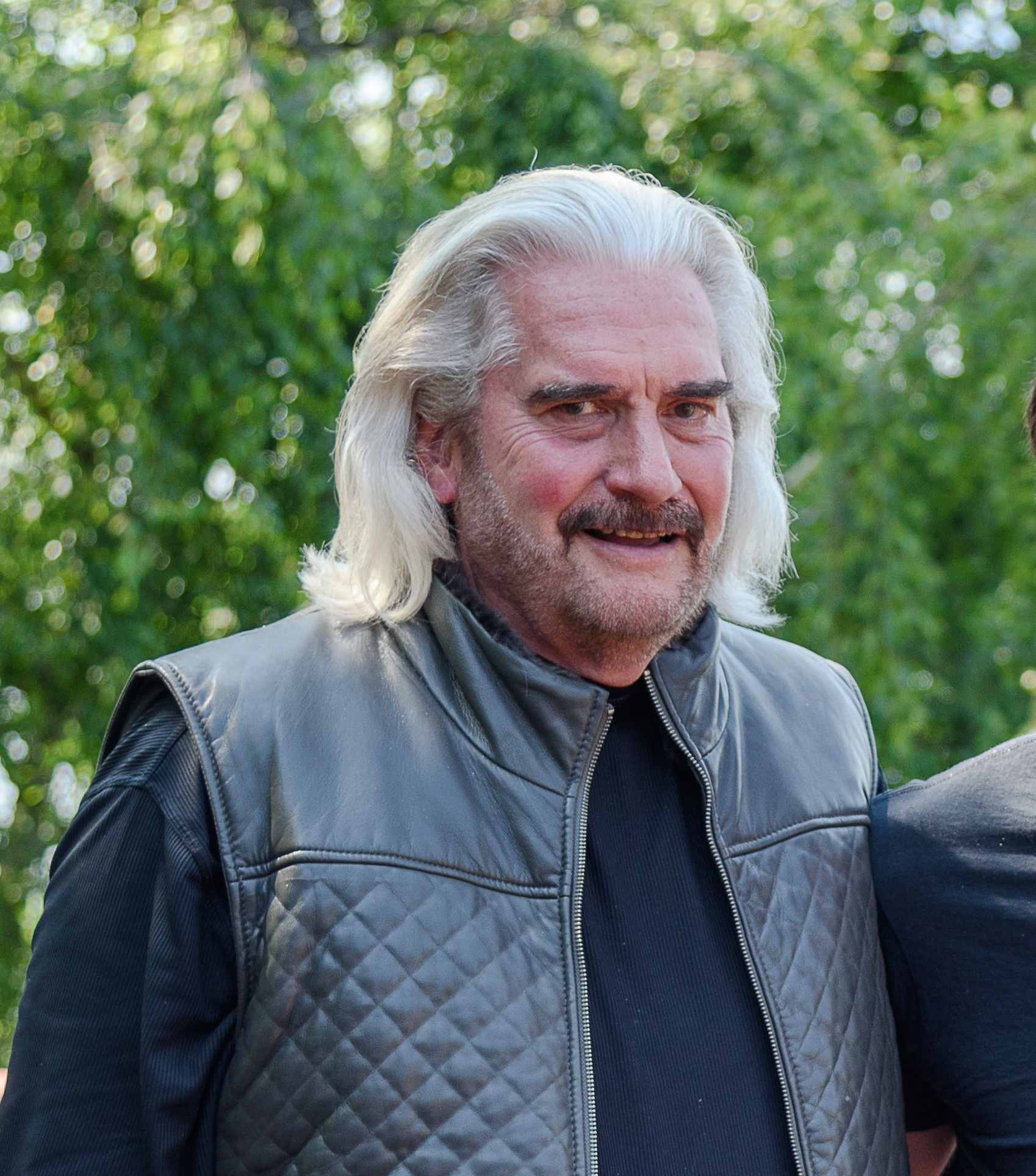
Leonard Sweet

Leonard I. Sweet (* 1947 in West Virginia) ist ein US-amerikanischer evangelisch-methodistischer Pastor, Semiotiker, Kirchenhistoriker, Prediger und Autor. Er hat die E. Stanley Jones Professur für Evangelisation am Theologischen Seminar der Drew University in Madison (New Jersey) inne. Er ist Vordenker der Emerging-Church-Bewegung, Bestsellerautor und wurde 2006 und 2007 vom ChurchReport Magazine zu einem der 50 einflussreichsten Christen Amerikas gewählt. 2010 wurde er zudem als einer der bedeutsamsten christlichen Leiter weltweit bezeichnet.

## Leben und Wirken
Sweet wuchs im ländlichen Alvon in den Appalachen West Virginias auf und wurde stark durch seine methodistische Mutter geprägt, durch die er die Bibel und den christlichen Glauben kennengelernt hat. Er ist Phi-Beta-Kappa-Absolvent der University of Richmond in Richmond, Virginia. Er hat seinen Master in Theologie von der Colgate Rochester Divinity School und seinen Doktor in Theologie von der University of Rochester in Rochester, New York, erhalten.
Er hat als Gastprofessor am Tabor College in Wichita (Kansas) und an der George Fox Universität in Portland, Oregon, gelehrt. Er hat die E. Stanley Jones-Professur für Evangelisation in Madison, New Jersey, inne.
Vor 1985 war er Vorsteher der Colgate Rochester Bexley Hall Crozer Divinity School in Rochester, New York. Elf Jahre war er Präsident und Professor für Kirchengeschichte am United Theological Seminary in Dayton, Ohio. Er war fünf Jahre Vizepräsident für akademische Angelegenheiten und Dekan der Theologischen Fakultät an der Drew Universität. Er ist ordinierter Pastor der United Methodist Church und wurde auch in Führungspositionen dieser Kirche gewählt, um auf verschiedenen Generalkonferenzen und auf dem Weltmethodistenkongress 1996 in Rio de Janeiro zu sprechen. Er diente auch als Berater für viele Kirchenführer Amerikas. Er ist Mitglied der West Virginia Annual Conference.
Als Gründer und Präsident von SpiritVenture Ministries (SVM) lancierte er 1995 Sweet’s SoulCafe, einen Newsletter zum Thema Spiritualität in der Postmoderne, der von Broadman & Holman Publishing gekauft wurde. Sein privat veröffentlichtes Notebook ChartNotes war bereits vor seiner Veröffentlichung ausverkauft.
Sweet verfasste insgesamt mehr als zweihundert Artikel, veröffentlichte etwa 1.300 Predigten und schrieb Dutzende von Büchern. Zusammen mit seiner Frau Karen Elizabeth Rennie ist er verantwortlich für Predigten auf der Website premors.com und Direktor von createthestory.com. Seine Frau und er schrieben Homiletics, eine der wichtigsten Predigtensammlungen Nordamerikas, die 2005 unter wikiletics.com online gestellt wurde. Im Jahr 2000 veröffentlichte Sweet das erste religiöse elektronische Buch auf Amazon mit dem Titel The Dawn Mistaken for Dusk (deutsch: Wenn Gott die Welt so liebt, warum können wir das nicht?) Er hat auch Bücher zusammen mit Frank Viola, Brian Ross und Joe Myers verfasst.
Sweet ist Mitglied des Rates der American Society of Church History (deutsch: Amerikanische Gesellschaft für Kirchengeschichte), und er war zehn Jahre lang Mitherausgeber des Journals der American Academy of Religion. Außer in den USA hat er als Redner in Kirchen und an Universitäten in Taiwan, Hongkong, Australien, Neuseeland, Kanada, Brasilien, England, Wales, Südafrika, Südkorea, Island, Schottland, China, Indonesien und in Lettland gesprochen.

## Kritik
Personen, die stark in ihrer Tradition oder auch in der Moderne verhaftet geblieben sind und daher die postmoderne Emerging Church-Bewegung ablehnen, kritisieren auch Sweet und werfen ihm abwertend eine unbiblische Frömmigkeit, eine sogenannte New-Age-Spiritualität, vor.

## Familie
Sweet ist verheiratet mit Karen Elizabeth Rennie, sie wohnen an der Westküste der USA in Orcas Island in Washington.

## Ehrungen
Sweet hat in den USA mehrere Ehrendoktortitel erhalten und konnte an diesen entsprechenden Universitäten auch Lehraufträge wahrnehmen:
- Universität von Richmond, Richmond, Virginia
- Baker University, Baldwin City, Kansas
- Otterbein College, Westerville, Ohio
- Coe College, Iowa
- Lebanon Valley College, Annville, Pennsylvania[7]

## Schriften (Auswahl)
- The three hardest Words in the World to get right, WaterBrook, 2006, ISBN 1-57856-648-7
- The Gospel According to Starbucks, WaterBrook, 2007
- The Voice from on High, Thomas Nelson, Nashville 2007
- The Voice: Genesis, Thomas Nelson, Nashville 2008
- The Church of the Perfect Storm, Abingdon, 2008
- 11: Indispensable Relationships You Can’t Be Without, Cook Communications, 2008
- Postmodern and Wesleyan? Exploring the Boundaries and Possibilities, Beacon Hill Press, 2009, ISBN 978-0-8341-2458-5
- So Beautiful, Cook Communications, 2009
- mit Frank Viola: Jesus Manifesto: Restoring the Supremacy and Sovereignty of Jesus Christ, Thomas Nelson, Nashville 2010, ISBN 978-0-8499-4601-1
  - Jesus Manifest, GloryWorld-Medien 2012, ISBN 978-3-936322-62-0
- Nudge: Awakening Each Other to the God Who’s Already There, David C. Cook, 2010, ISBN 1-4347-6474-5
- mit Lori Wagner: The Seraph Seal, Thomas Nelson, Nashville 2011, ISBN 978-0-8499-2077-6
- Real Church in a Social Network World: From Facebook to Face-to-Face Faith, WaterBrook Press, 2011
- I Am a Follower: The Way, Truth, and Life of Following Jesus, Thomas Nelson, Nashville 2012, ISBN 978-0-8499-4638-7
- Viral: How Social Networking is Poised to Ignite Revival, WaterBrook, 2012, ISBN 978-0-307-45915-2
- What Matters Most: How We Got the Point but Missed the Person, WaterBrook, 2012, ISBN 978-0-307-73057-2
- The Greatest Story Never Told: Revive Us Again, Abingdon, 2012, ISBN 978-1-4267-4032-9
- mit Frank Viola: Jesus: A Theography, Thomas Nelson, Nashville 2012, ISBN 978-0-8499-4702-5
- The Well Played Life, Tyndale, 2014, ISBN 978-1-4143-7362-1
- Giving Blood: A Fresh Paradigm for Preaching, Zondervan, Grand Rapids 2014, ISBN 978-0-310-51545-6